# Wiktorowka (rejon chomutowski)
Wiktorowka (ros. Викторовка) – wieś (ros. деревня, trb. dieriewnia) w zachodniej Rosji, w sielsowiecie skoworodniewskim rejonu chomutowskiego w obwodzie kurskim.

## Geografia
Miejscowość położona jest 1,5 km od centrum administracyjnego sielsowietu skoworodniewskiego (Skoworodniewo), 25 km od centrum administracyjnego rejonu (Chomutowka), 89,5 km od Kurska.
W granicach miejscowości znajduje się 27 posesji.

## Demografia
W 2015 r. miejscowość zamieszkiwało 26 osób.